# 马努阿火山口

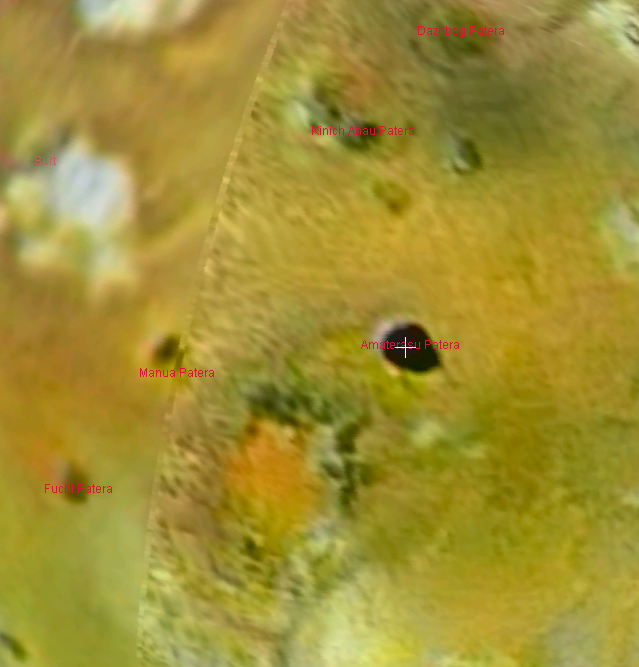
马努阿火山口，来自美国宇航局世界风。

马努阿火山口（Manua Patera）是木卫一表面的一座火山口或带扇贝状边缘的不规则火山坑，直径约 110 公里，坐标 35°47′N 321°44′W / 35.78°N 321.73°W，
其名称取自夏威夷神话中的太阳神马努阿（Manua），1979年被国际天文联合会正式批准接受。
马努阿火山口的西南和东面分别毗邻婆火山口和天照火山口。